# 冰岛护照
冰島護照是簽發給冰島公民的國際旅行證件。持證人除了可在外國獲得冰島駐外使領館的領事服務及保護，同時亦有權在歐洲經濟區及瑞士內自由遷徙。

## 歷史
自1987年起，冰島護照共有四個版本。於1987年5月發行的為非機讀護照，採用深藍色封面，而內頁印刷工藝為激光印刷。至1999年6月1日，該版本護照由新版可機讀護照取代 。
在2006年，冰島政府開始發行第一代生物特徵護照，並將有效期縮短至5年，至2013年恢復為10年，並略為改動晶片的位置。
而從2019年2月1日起，冰島護照更改為目前版本，主要设计改进包括略微扩大了封面上的冰岛国徽图案以及无衬线体的字符。。

## 護照內容
冰島護照的封面為藍色，中間印有金色的冰島國徽。而在國徽上方，則分別以冰島文（ÍSLAND）、英文（ICELAND）及法文（ISLANDE）標註國名；下方則以上述三種語文標示「護照」字樣（VEGABRÉF、PASSPORT、PASSEPORT），並在最下方附有生物特徵護照標誌。
而護照持有人資料頁，也是同時使用上述三種語文。

### 個人資料頁內容
- 护照持有人的照片
- 种类（PA）
- 签发国家（“ISL”，冰島ISO 3166-1代码）
- 护照号码
- 姓
- 名
- 国籍
- 出生日期
- 身高
- 個人身分證編號
- 性别
- 出生地
- 签发日期
- 签发机构
- 过期日

### 特別字母轉拼方式
由於部分冰島文獨有字母（ð、þ、æ、ö）不能直接輸入機讀區，因此需要按以下方式轉拼（但在非機讀區內仍可保留原來字母）：
- ð轉拼為D
- þ轉拼為TH
- æ轉拼為AE
- ö轉拼為OE

## 簽證待遇
根据2025年1月8日发布的亨利护照指数，冰岛护照可免签证、落地签证或电子签证入境184个国家和地区，位居世界第11，与克罗地亚、斯洛伐克护照并列。

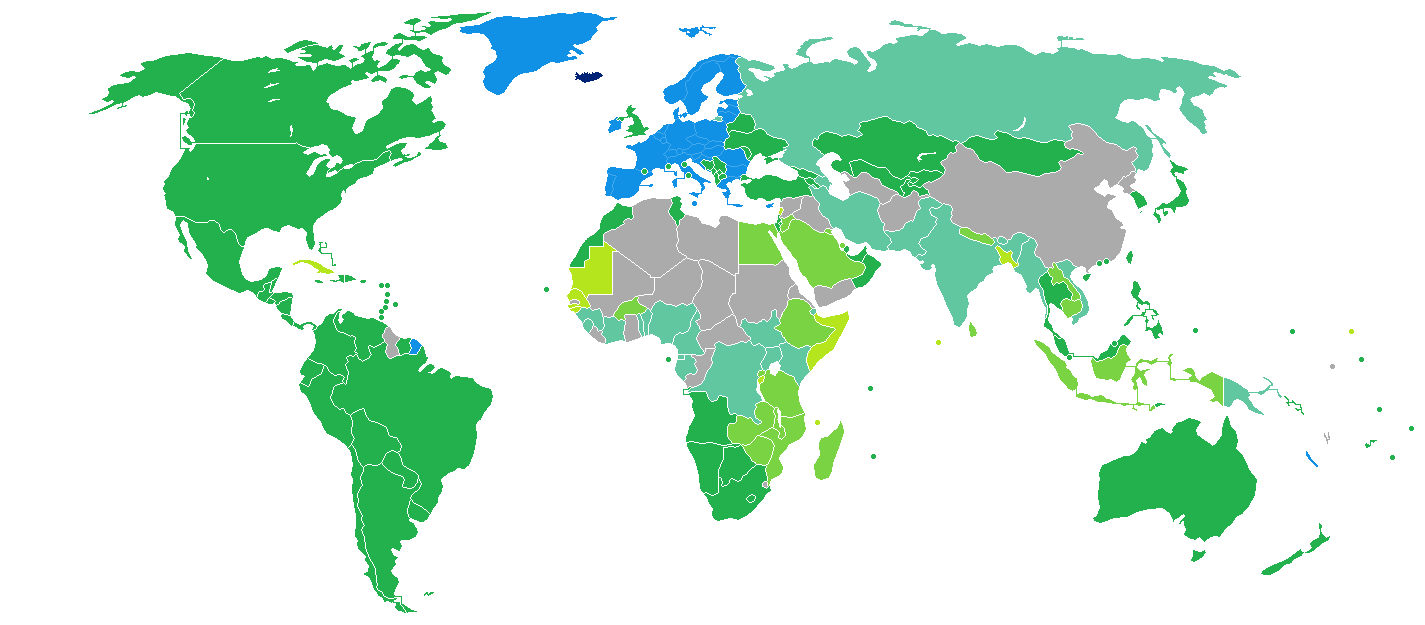
冰島公民簽證要求
冰島
可自由遷徙
免簽證
落地簽證
電子簽證
落地或電子簽證
需事先辦理簽證

## 外部連結
- EU legislation: Council Regulation (EC) No 539/2001 of 15 March 2001 listing the third countries whose nationals must be in possession of visas when crossing the external borders and those whose nationals are exempt from that requirement（页面存档备份，存于）